# 磐城徳枩
磐城 徳枩（ばんじょう とくまつ、1912年3月25日 - 1942年6月2日）は、昭和時代の大相撲力士。二十山部屋所属。本名は小野 徳松。197cm、113kg。最高位は十両2枚目。

## 経歴
宮城県亘理郡亘理町出身。二十山部屋に入門し、1929年1月、「小ノヶ嶽」（後、小野ヶ嶽）の四股名で初土俵を踏む。2m近い体格で早くから有望視された。1932年5月十両昇進。6場所連続十両の地位にあったが、1935年1月幕下に落ちた。翌5月に十両に復帰、四股名も「磐城」に改めた。十両は4場所いたが、1938年1月再び幕下に落ち、「春風」と改名。その後は幕下の地位にあった。1942年1月に廃業し、同年6月に満30歳で死去した。

## 改名
小ノヶ嶽→小野ヶ嶽→磐城→春風